# Wilhelm Compter
Hermann Wilhelm Compter (* 31. Dezember 1890 in Bühl; † 24. August 1966 in Pforzheim) war ein deutscher Verwaltungsbeamter und Politiker.

## Leben
Wilhelm Compter, Sohn eines Bezirksarztes, studierte nach dem Besuch des Gymnasiums in Rastatt Rechtswissenschaften an den Universitäten Berlin, Freiburg und Heidelberg. 1911 wurde er Mitglied des Corps Rhenania Freiburg. Am Ersten Weltkrieg nahm er als Artillerieoffizier teil. 1917 legte er das 1. juristische Staatsexamen ab. 1920 wurde er in Heidelberg zum Dr. iur. promoviert. 1921 bestand er das 2. juristische Staatsexamen. Anschließend trat er in den Dienst bei der badischen Innenverwaltung ein. und wurde Amtmann beim Bezirksamt Triberg. 1922 war er beim badischen Arbeitsministerium und 1923 beim Bezirksamt Durlach tätig. 1924 wurde er zum Regierungsrat beim Bezirksamt Karlsruhe ernannt. Im April 1926 wechselte er zum Bezirksamt Waldshut und im Juli desselben Jahres zum Bezirksamt Mannheim, wo er nebenamtlich beim Oberversicherungsamt tätig war. 1929 wurde er Mitglied der Deutschen Volkspartei. Zum 1. Mai 1933 trat er in die NSDAP ein (Mitgliedsnummer 2.543.456). Von September 1933 bis 1936 war er Landrat in Weinheim. Nach Auflösung des Bezirksamts Weinheim war er zunächst zweiter Beamter beim Landratsamt Heidelberg. Seit Juli 1938 war er Landrat des Landkreises Mosbach. Kurz vor dem Ende des Zweiten Weltkriegs, am 31. März 1945, ernannte er den Mosbacher Kommunalpolitiker Wilhelm Kapferer zum Bürgermeister, der daraufhin, am 2.4., die weiße Flagge über der Stadt hisste. Als Landrat wurde er am gleichen Tag interniert und blieb es mit einer kurzen Unterbrechung bis Juli 1946. Nach seiner Entlassung verdingte er sich zunächst als unbezahlte Hilfskraft bei einem Rechtsanwalt in Mosbach. Er trat der neugegründeten CDU bei. Im Oktober 1948 wurde er in Pforzheim zum Beigeordneten und zweiten hauptamtlichen Stellvertreter des Oberbürgermeisters gewählt. Nach seiner Wiederwahl behielt er sein Amt bis zu seinem Ruhestand 1964, seit 1956 mit der Amtsbezeichnung Zweiter Bürgermeister.

## Auszeichnungen
- Bundesverdienstkreuz 1. Klasse, 1960
- Eisernes Kreuz 2. Klasse, 1916
- Hessische Tapferkeitsmedaille

## Schriften
- Die Urkundenfälschung nach § 267 RStGB unter besonderer Berücksichtigung des subjektiven Tatbestandes, 1920.